# Найдлінген
Найдлінген (нім. Neidlingen) — громада в Німеччині, знаходиться в землі Баден-Вюртемберг. Підпорядковується адміністративному округу Штутгарт. Входить до складу району Есслінген.
Площа — 12,62 км2. Населення становить 1802 ос. (станом на 31 грудня 2020).